# Claude de Forbin
Pour les articles homonymes, voir Forbin.
Pour les autres membres de la famille, voir Maison de Forbin.
Claude de Forbin, chevalier puis comte de Gardanne, né le 6 août 1656 à Gardanne, mort à Marseille le 2 mars 1733, est un officier de marine et mémorialiste français du Grand Siècle.
Né dans une famille de la noblesse provençale, il perd son père étant encore jeune et sert dans les galères. Sous les ordres de son oncle le commandeur de Gardanne, il prend part à la campagne de Sicile à la fin de la guerre de Hollande. La paix revenue, il intègre la Marine royale, mais il se bat en duel, tue son adversaire et doit partir se cacher pour échapper à la condamnation à mort qui frappait alors les duellistes. Gracié par la faveur de son oncle, le cardinal de Janson, il participe aux campagnes contre les pirates barbaresques menées en Méditerranée par le comte d'Estrées et Duquesne. En 1685, il sert dans la flotte chargée d'emmener un ambassadeur et plusieurs jésuites auprès de Narai, le roi de Siam. Sur place pendant trois ans, il est nommé amiral et général du roi de Siam, avant de regagner Pondichéry puis la France.
En 1689, il est placé sous les ordres de Jean Bart à Dunkerque avec qui il s'adonne à la guerre de course. Promu capitaine de vaisseau, il est chargé — toujours en compagnie de Jean Bart — d'escorter des navires marchands lorsque les deux hommes sont attaqués par une flotte anglaise plus puissante et faits prisonniers. Envoyés à Plymouth, ils parviennent malgré leurs blessures à s'échapper et à regagner la France à la rame. Pendant la guerre de la Ligue d'Augsbourg de Forbin sert sous les ordres de Tourville au cap Béveziers (en 1690), à la bataille de la Hougue (en 1692) et lors de la prise du convoi de Smyrne au large de Lagos (en 1693). Dans les années qui suivent, il capture encore plusieurs navires avant d'être fait chevalier de Saint-Louis en 1699. Il reprend du service pendant la guerre de Succession d'Espagne, en Méditerranée, en mer du Nord et dans la Baltique. Il est alors élevé au grade de chef d'escadre. Entretenant de mauvaises relations avec le Secrétaire d'État à la Marine Pontchartrain il demande à quitter le service en 1710 et se retire sur ses terres au château de Saint-Marcel, à Marseille, où il meurt le 2 mars 1733.

## Biographie

### Origines et jeunesse

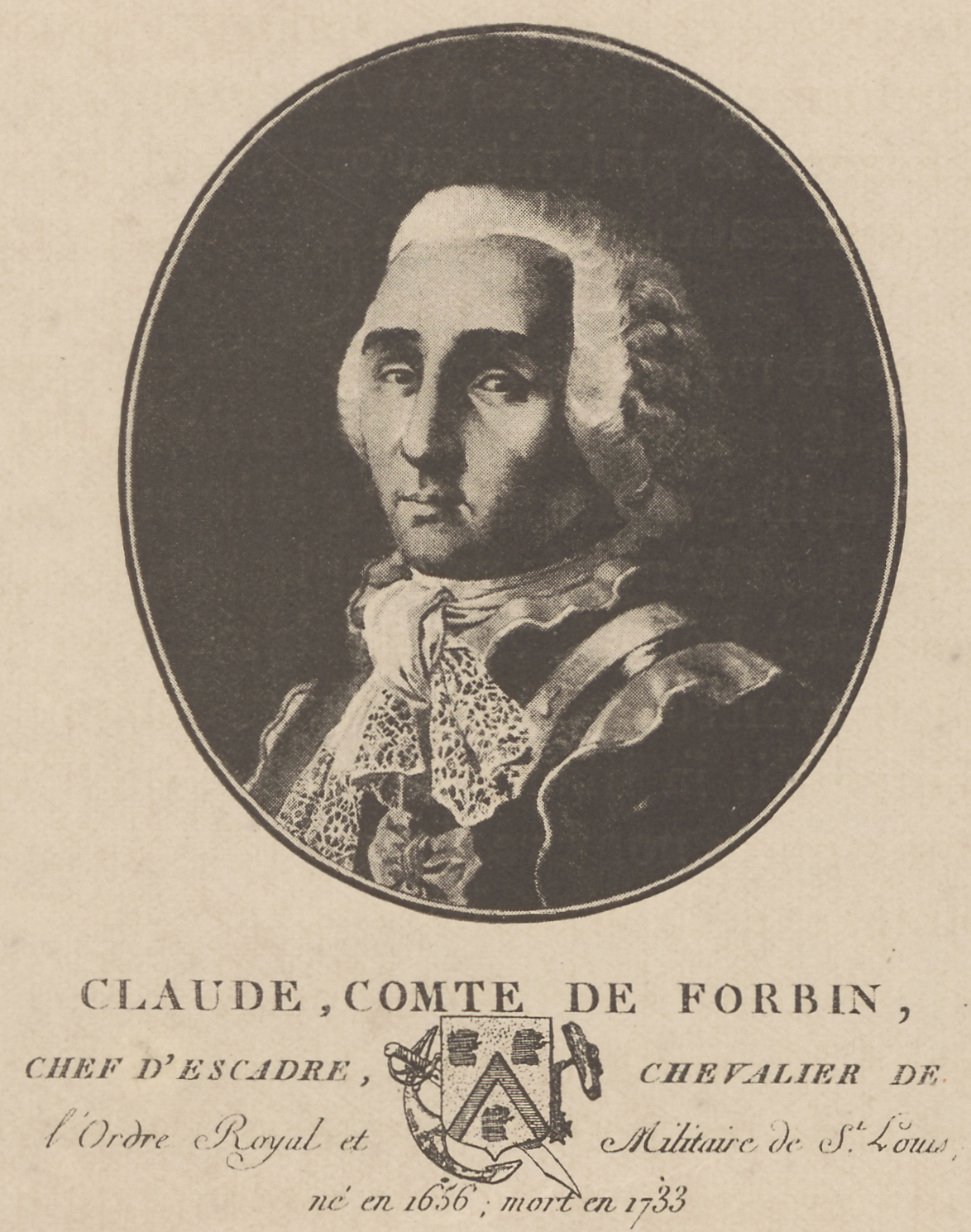
Claude, comte de Forbin, chef d'escadre, chevalier de l'ordre Royal et Militaire de St Louis, né en 1656 ; mort en 1733, 1700.

Claude de Forbin naît le 6 août 1656 dans une ancienne famille de la noblesse provençale. Il est le cinquième fils de Pierre de Forbin, seigneur de Gardanne (mort en 1663) et de sa femme Anne de Mérignon (morte en 1679), fille d'Antoine de Mérignon, premier consul de Grasse.
Ayant perdu son père à l'âge de sept ans, il révèle dans son enfance un caractère difficile. Il est destiné par sa mère au service de l'Église. Son oncle, commandeur de Gardanne et capitaine de galère, la convainc de le laisser s'engager dans la marine, sous le comte d'Estrées en Amérique.
Forbin sert d'abord sur les galères où il est garde de l'étendard. Il fait partie, en cette qualité, de l'escadre de Valbelle, qui allait participer, avec une intrépidité devenue légendaire, à la campagne de Messine en 1675. Les gardes de l'étendard ayant été réformés, il prend du service dans l’armée de terre et entre dans une compagnie de mousquetaires, commandée par un autre de ses oncles, le bailli de Forbin. Il fait ainsi la campagne de Flandre en 1676, pendant la guerre de Hollande. L'année suivante il rentre dans la marine royale et est nommé enseigne de vaisseau au département de Brest.

### Carrière dans la marine royale

#### Duel et condamnation à mort
En 1678, la France est en paix. Mais le bouillant Forbin s'accommode mal de la discipline. Ayant voulu faire un tour en Provence avant de se rendre à sa destination, il se bat en duel et tue le chevalier de Gourdon et est lui-même blessé. La cause même du duel reste obscure. Dans ses Mémoires, Forbin raconte un événement ayant eu lieu alors que tous deux se trouvaient à l'Académie militaire, en compagnie du chevalier de Saint-Pol :

« Saint Pol, un de mes camarades, avoit joué au Piquet contre le Chevalier de Gourdon, et il lui avoit gagné vingt écus. La difficulté étoit de païer, celui-ci n'avoit pas le sol, et Saint Pol vouloit être satisfait à toute force. Peu s'en fallut qu'ils n'eussent une affaite ensemble. Pour l'empêcher, je mis la main à la poche, et je païai les vingt écus pour le Chevalier de Gourdon, qui promit de me les rendre incessamment. Mais il ne tint pas parole et soit faute d'argent, soit mauvaise volonté de sa part, je ne sais lequel des deux, il demeura un tems considérable sans parler de rien. »

— Mémoires, p. 10-11
Ennuyé de ne pas être payé, Forbin se saisit de l'épée en argent que le chevalier de Gourdon avait posée à ses côtés et lui dit qu'il la lui rendrait quand ce dernier l'aurait remboursé. Deux ans plus tard, se souvenant de cet affront et ayant l'intention de se venger, le chevalier de Gourdon provoque Forbin en duel.

« Le lendemain de mon arrivée, je rencontrai le Chevalier de Gourdon, qui etoit Enseigne de Marine ; le tems avoir mûri son courage ; en sorte qu'aïan gardé le ressentiment de l'affront que je lui avois fait, en lui ôtant son épée il voulut en avoir satisfaction. Nous nous battîmes devant l'Evêché, je lui donnai un coup d'épée dans le ventre, & un autre dans la gorge, où par un coup de parade mon épée resta »

— Mémoires, p. 19
Mais, à son arrivée à Brest, il apprend qu'il est activement poursuivi pour ce fait et, afin d'échapper à l'édit du roi qui condamnait sévèrement les duellistes, il ne trouve, dit-il dans ses Mémoires, d'autre moyen que de se faire condamner par le parlement d'Aix comme meurtrier. Condamné à avoir la tête tranchée, il court à Aix-en-Provence avec des lettres de grâce obtenues par l'intervention du cardinal de Janson, un autre oncle, et l'affaire se termine après quelques heures de prison. Néanmoins il a perdu son emploi et doit user d'un subterfuge pour le retrouver, avec la complicité de sa famille. En effet, un de ses frères était enseigne de marine et voulait quitter le service pour des raisons de santé. Aussi, il prend sa place à la faveur de leur âge proche et de la ressemblance entre eux deux, sans attirer l'attention.

#### Campagnes aux Amériques et en Méditerranée (1680-1685)
Forbin est alors employé à entraîner les troupes de marine, il le fait si bien qu'il obtient des témoignages publics de satisfaction de ses chefs. En 1680, il suit le vice-amiral d'Estrées dans une campagne pacifique aux Antilles. La flotte mouille au Petit-Goave sur l'île Saint-Domingue, où l'on trouve une troupe de flibustiers, et à leur tête le chevalier de Grammont, qui revenaient de piller Maracaïbo et plusieurs autres villes de la Nouvelle-Espagne.
Il prend part aux expéditions et bombardements d'Alger en 1682 et 1683, sous les ordres du grand Duquesne, et y montre « beaucoup de hardiesse et de sang-froid ». Au retour de la seconde de ces expéditions, il est récompensé par le grade de lieutenant de vaisseau, et sert en cette qualité sur un bâtiment commandé par le marquis de Villette-Mursay, chargé de conduire une ambassade extraordinaire en Portugal.

#### Expédition au royaume de Siam (1685-1688)

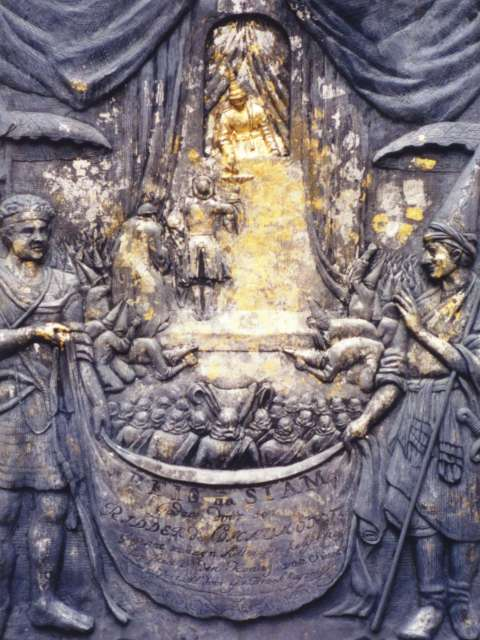
Narai recevant des ambassadeurs français (plaque commémorative à Lopburi).

Constance Phaulcon, Grec devenu ministre principal du roi de Siam Narai, eut l'idée d'envoyer des ambassadeurs à Louis XIV de la part de son maître, dans le but de solliciter son alliance comme garantie contre l'ambition des Hollandais, désireux alors de soumettre toutes les Indes orientales à leur commerce. Louis XIV décide, à son tour, de se faire représenter extraordinairement auprès du roi de Siam, dans le but de prendre possession des ports et des établissements qui lui sont offerts en échange de son aide mais également pour répandre la religion chrétienne dans ces pays.
Forbin obtient d'être nommé major de l'ambassade dont le chevalier de Chaumont, capitaine de vaisseau, est le chef. Il est chargé de l'armement à Brest du vaisseau L'Oiseau et de la frégate La Maligne, qui doivent transporter l'ambassadeur et sa suite, composée de six pères jésuites, embarqués comme mathématiciens, de quatre missionnaires, de l'abbé de Choisy, et de plusieurs gentilshommes. Partis de France le 3 mars 1685, les navires parviennent le 23 septembre à la Barre de Siam, un grand banc de vase formé par le dégorgement du Ménam, à l'embouchure de ce fleuve sur lequel est située Voudra, l'ancienne capitale du royaume de Siam.
Forbin est déçu par ce qu'il y voit. Au bout de six jours, deux envoyés du roi de Siam, avec Louis Laneau, l'évêque de Métellopolis et l'abbé de Lionne montent à bord de L'Oiseau ; et, après quinze jours de préparatifs, l'ambassade française fait son entrée solennelle dans Voudra, ancienne capitale du royaume de Siam, où le palais du monarque contraste par sa splendeur avec le reste de la ville.

« À un signal donné, le mystérieux souverain de Siam parut tout à coup à une fenêtre, portant un grand chapeau pointu, un vêtement conteur de feu et d'or, une riche écharpe dans laquelle était passé un poignard, et ayant aux mains une multitude de bagues du plus grand prix. Le prince étant toujours à la fenêtre, l'ambassadeur français, qui était assis dehors sur un fauteuil doré que portait une estrade recouverte de velours cramoisi, se leva, prononça un discours que le ministre grec interpréta, et présenta une lettre de Louis XIV dans une coupe d'or placée au bout d'une manche d'environ trois pieds et demi également d'or. »

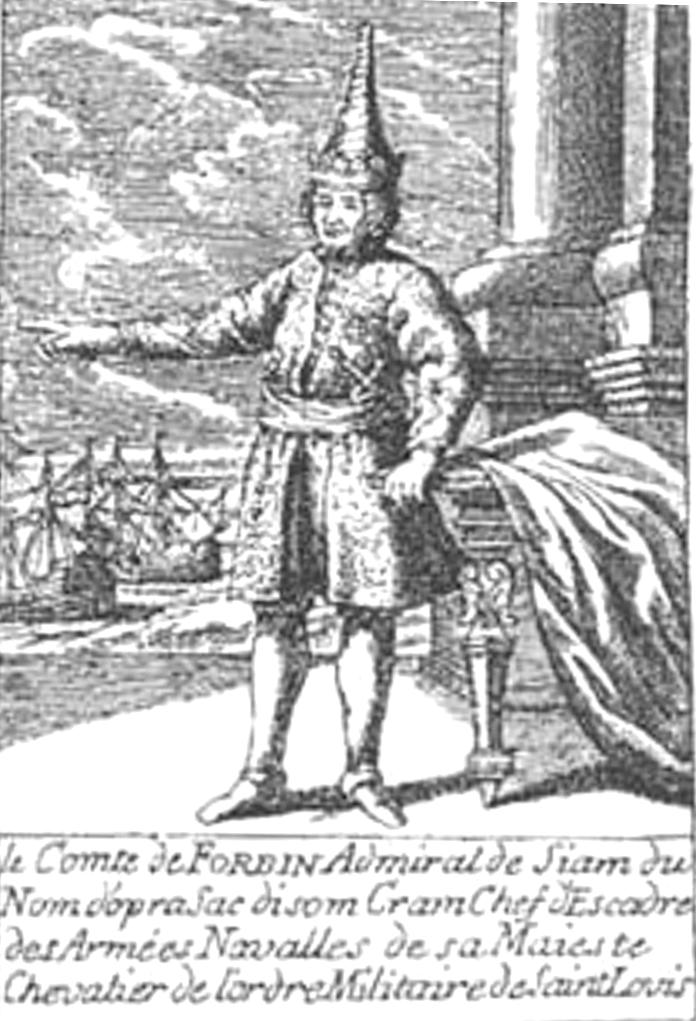
Claude de Forbin en uniforme siamois, avec notamment un lomphok sur sa tête.

Le roi de Siam remarque Forbin qui, en qualité de major, participe à de nombreux pourparlers, et souhaite qu'il reste auprès de lui en plus de l'ambassadeur. Quelques jours plus tard, Forbin est nommé amiral et général des armées du roi de Siam et reçoit le sabre et la veste, marques de sa nouvelle dignité. Peu après, le chevalier de Chaumont retourne en France, accompagné du jésuite Taschard qui, ayant convaincu le père Lachaise, confesseur de Louis XIV, réussit à obtenir l'armement de six vaisseaux à Brest, destinés à conduire une nouvelle ambassade au royaume de Siam. Pendant ce temps, Forbin, qui n'apprécie toujours pas l'endroit, doit rester sur place Il se rend à Bangkok, sur le Ménam, au-dessous de Voudra, pour surveiller la construction d'un fort qui doit être offert aux soldats français accompagnant la nouvelle ambassade. Peu après, le roi de Siam élève Forbin à la dignité d'Opra sac di son craam, ce qui signifie « une divinité qui a toutes les lumières et toute l'expérience pour la guerre ». Par les soins de ce lieutenant de vaisseau transformé en généralissime, les troupes siamoises sont assez convenablement entraînées à la discipline militaire européenne. Forbin fait quelques expéditions contre les Macassars, pirates de la mer des Indes ; trois cents d'entre eux, ayant bénéficié de l'hospitalité du roi de Siam alors qu'ils tentaient d'échapper aux Hollandais, sèment en effet le trouble dans le royaume.
Fatigué par le genre de vie qu'il mène et de ses démêlés avec le ministre Constance Phaulcon, Forbin n'attend pas l'arrivée de la nouvelle ambassade française, pour quitter le royaume de Siam. Prétextant de sa santé, il obtient son congé et s'embarque sur un bâtiment de la Compagnie des Indes venu de Pondichéry et devant y retourner. Dans ses Mémoires, il écrit : « Je m'estimais si heureux de quitter ce mauvais pays que j'oubliai dans le moment tout ce que j'avais eu à y souffrir ». Il arrive dans l'établissement français où il est parfaitement accueilli par le représentant de la compagnie française, nommé François Martin. À Pondichéry, il étudie les mœurs, les coutumes et la religion des Hindous, ainsi que la nature même du pays.
Un vaisseau du roi, commandé par le capitaine Duquesne-Guitton, neveu du grand Duquesne, le ramène en France à la fin juillet 1688, environ trois ans et demi après son départ avec le chevalier de Chaumont. Forbin, reçu par le Secrétaire d'État à la marine Seignelay et Louis XIV lui-même, pour rendre compte de ce qu'il avait vu, parle du royaume de Siam d'une manière peu favorable. Il contredit ainsi les rapports des missionnaires qui avaient dressé un tableau par trop idyllique de ce pays. Finalement, la France tira peu de profit de cette expédition.

#### Retour en France et promotion
De retour en France, Forbin ne mâche pas ses mots devant Louis XIV : « Sire, le royaume de Siam ne produit rien, et ne consomme rien », et quant aux chances de convertir le roi Naraï au catholicisme, « Sire, ce prince n'y a jamais pensé, et aucun mortel ne serait assez hardi pour lui en faire la proposition », propos qu'il réitère devant le père Lachaise et devant le marquis de Seignelay, ministre de la Marine.
Lorsqu'il rentre, la Paix de Nimègue a été rompue et la France est de nouveau en guerre. Forbin, redevenu lieutenant de vaisseau, se voit confier le commandement d'une frégate de seize canons, avec ordre de croiser dans la Manche, et s'empare rapidement de quatre navires marchands qu'il conduit à Dunkerque. Quelques jours après il part, en compagnie de Jean Bart, pour escorter des convois, et fait avec l'illustre corsaire la campagne qui les conduit en prison à Plymouth, dont ils s'évadent bientôt. De retour en France, il s'empresse d'aller à la Cour de Versailles, ce que Jean Bart — plus modeste et moins ami des grandeurs — se refuse à faire, pour demander la justice qui lui est due. Seignelay le fait capitaine de vaisseau et lui octroie une gratification de 400 livres.

#### La guerre de course et la captivité en Angleterre (1689)

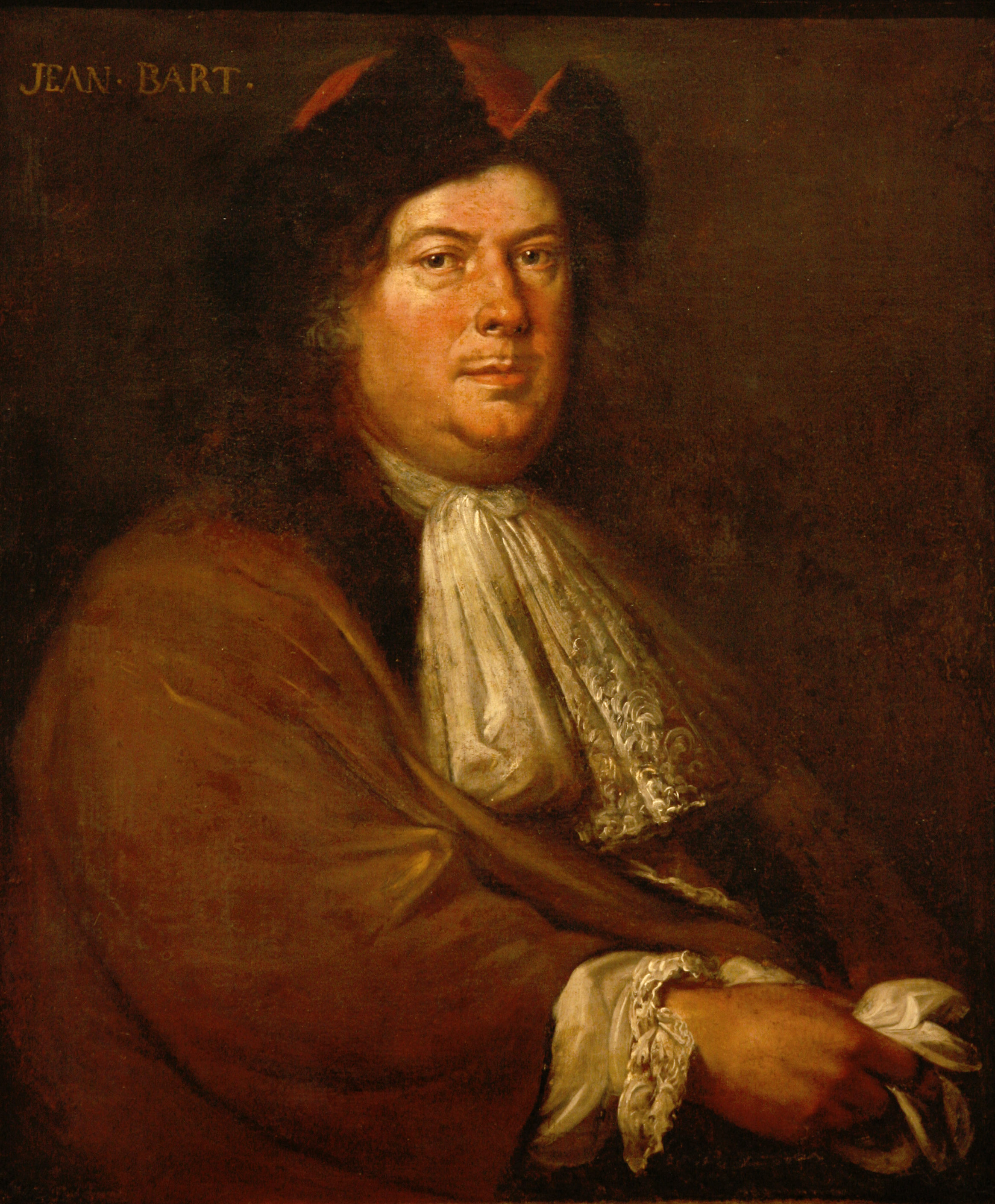
Jean Bart, avec qui Forbin est emmené prisonnier à Plymouth en 1689.

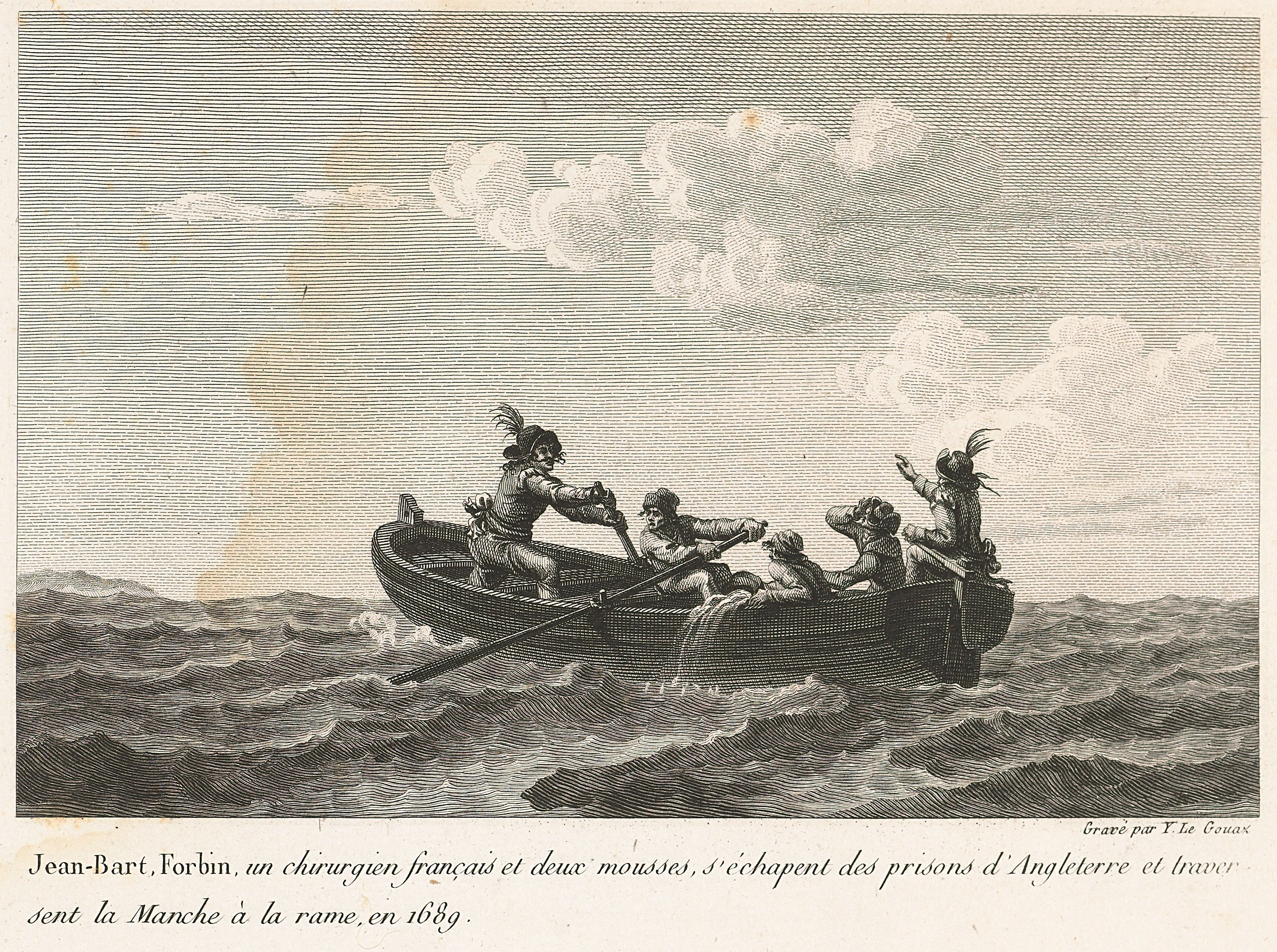
Jean Bart et Forbin s'échappant d'Angleterre en 1689.

Forbin, après avoir servi quelques mois comme capitaine en second sous les ordres de son frère, arme pour la course la flûte La Marseillaise. Il part de Brest, et au bout de deux jours attaque un bâtiment anglais. Un coup de fusil qu'il reçoit au visage l'empêche de poursuivre mais il prendra, le lendemain, un autre bâtiment anglais. Assailli par une tempête qui le jette dans le canal de Bristol, il ne doit son salut et celui de son bâtiment qu'à ses qualités manœuvrières. En revenant à Brest, il prend un navire flessinguois qu'il ramène au port.
En 1689, Jean Bart quitte Dunkerque en compagnie de Claude de Forbin pour escorter des convois, le premier avec une petite frégate La Raillause de vingt-quatre canons, le second avec une plus petite encore baptisée Les Jeux. Au cours d'un premier combat, ils se rendent maîtres — après un sanglant abordage — d'un corsaire hollandais venu en reconnaissance, et le conduisent à Brest avec les bâtiments qu'il escortait. Mais une seconde affaire, quoique non moins brillante, ne leur réussit pas aussi bien. Ils convoyaient vingt bâtiments, quand, au large de l'île de Wight, ils sont pris en chasse par deux vaisseaux anglais, dont le Nonsuch, de cinquante canons chacun. Refusant la capture des navires marchands qu'ils escortaient, les deux officiers décident d'engager le combat mais, ne pouvant lutter contre la supériorité des forces anglaises, ils sont battus, faits prisonniers et envoyés à Plymouth.
Le marquis de Dangeau consigne une trace de cet événement dans son journal :

« Le 22 mai, deux gros vaisseaux anglais ont attaqué des navires marchands qui partaient du Havre et qui étaient convoyés par deux petites frégates montées par Bart, fameux corsaire dunkerquois et le chevalier de Forbin. Nos frégates ont résisté assez longtemps pour donner le temps à nos vaisseaux de se sauver sans dommage puis ont dû se rendre après avoir combattu avec grande valeur. »

Seignelay entreprend alors de les faire libérer au cours du prochain transfert de prisonniers avec l'Angleterre. Mais très rapidement, ils parviennent néanmoins à s'échapper et c'est sur une chaloupe, avec un chirurgien et deux mousses, qu'ils accomplissent une rocambolesque évasion et traversent la Manche, regagnant Erquy après trois jours de rame.

« Malgré les blessures nombreuses qu'ils avaient reçues et malgré leur captivité, les deux braves marins n'étaient point perdus pour la France. Ils usèrent bientôt d'adresse, gagnèrent tout d'abord un matelot d'Ostende qui leur procura une lime, à l'aide de laquelle ils scièrent peu à peu les barreaux de fer de leur fenêtre ; ils réussirent à cacher leur opération jusqu'à ce que leurs blessures commençassent à se guérir. Ayant ensuite mis dans leurs intérêts deux mousses qu'on leur avait donnés pour leur service, ils s'emparèrent par leur intermédiaire d'un canot norvégien dont le batelier était ivre-mort, descendirent une nuit par la fenêtre de la prison au moyen de leurs draps, et s'embarquèrent sur le petit canot avec autant d'assurance que si c'eût été un vaisseau amiral. Jean Bart maniait l'aviron aidé seulement des deux mousses ; Forbin ne le pouvait à cause de ses blessures encore saignantes. Ils traversèrent ainsi la rade de Plymouth, au milieu de vingt bâtiments qui criaient de tous côtés : « Où va la chaloupe? » et auxquels Jean Bart, qui avait l'avantage sur Forbin de savoir l'anglais, répondait fishermen, c'est-à-dire: pêcheurs ! Enfin, après avoir fait sur leur chétive embarcation soixante-quatre lieues dans la Manche, en moins de quarante-huit heures, ils prirent terre avec une inexprimable joie, à un village situé à six lieues de Saint-Malo, où ils apprirent que le bruit de leur mort était généralement répandu. »

Claude Carrère (1934) résume l'issue heureuse de cette évasion :

« L'affaire avait été superbe : Jean Bart et Forbin, tous deux grièvement blessés, ne s'étaient rendus qu'après avoir vu tomber autour d'eux les trois quarts de leurs gens. Et l'évasion avait été si prompte que les deux héros saignaient encore quand ils reprirent pied sur le sol français. »

#### Guerre de la Ligue d'Augsbourg et escortes en Méditerranée

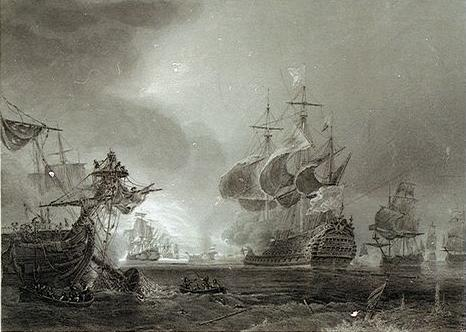
Bataille du cap Bévésiers.
Gravure de Théodore Gudin.

L'année suivante, 1690, au commandement du Fidèle, il sert sous les ordres de Tourville. Il est à la bataille du cap Béveziers. Il poursuit un vice-amiral hollandais sur un vaisseau à trois ponts, qu'il est même sur le point de brûler. Peu après, il fait partie de l'escadre détachée pour aller croiser dans le Nord sous les ordres du brave Ferdinand de Relingue, et revint ensuite désarmer à Dunkerque. En 1691, il est placé sous les ordres de Jean Bart, bien qu'étant du même grade, et fait avec lui la célèbre campagne qui commence par la sortie de Dunkerque à travers la flotte ennemie, atteignant au cœur le commerce de l'Angleterre et de la Hollande. La flotte française mène une descente sur les côtes d'Écosse au cours de laquelle Forbin se signale particulièrement. À la suite de ce coup de main, Forbin, qui se trouve un moment séparé du reste de l'escadre, incendie quatre bâtiments anglais, puis se rend dans un port de Norvège, désigné comme lieu de rendez-vous pour la flotte française où il retrouve Jean Bart. Après quoi, les deux marins reviennent ensemble à Dunkerque à la fin de l'année 1691.

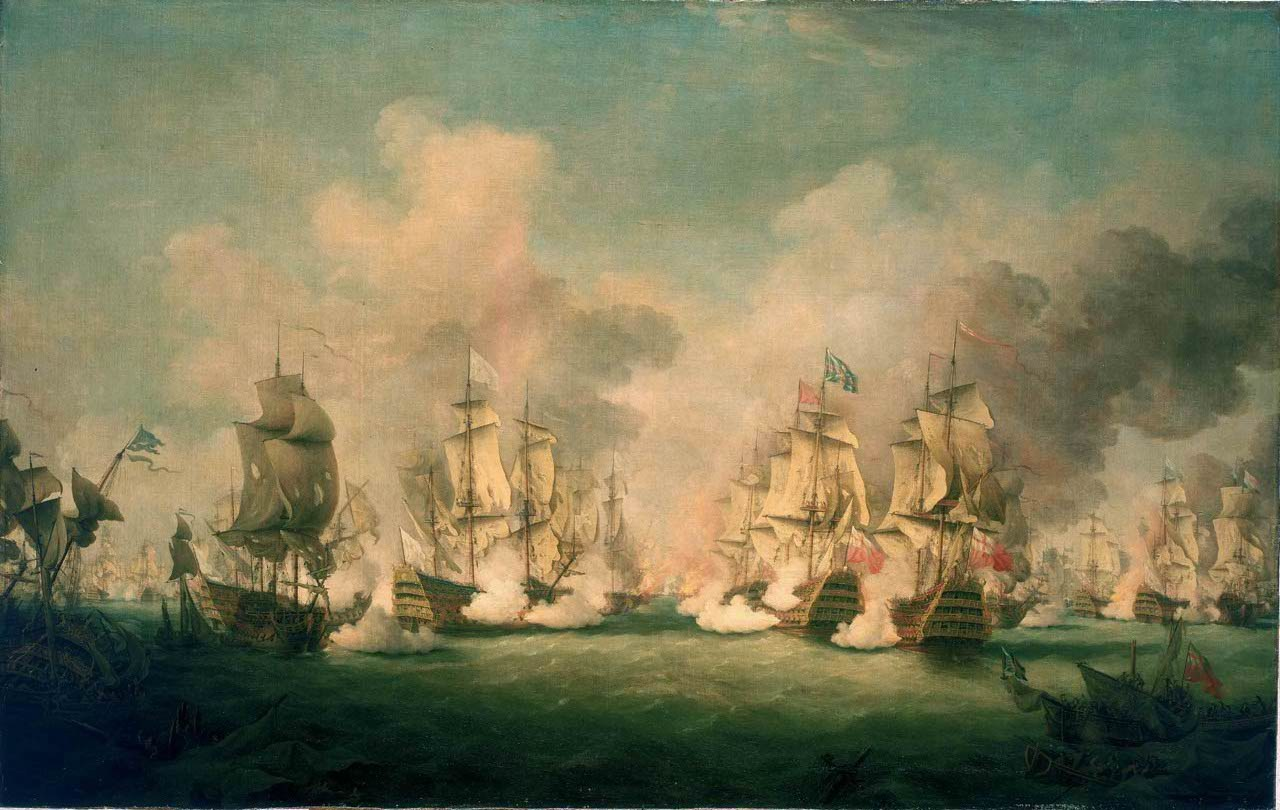
Bataille de Barfleur par Richard Paton.

C'est à cette époque que Forbin se vante d'avoir introduit Jean Bart à la Cour. Forbin se retrouve, en 1692, sous les ordres de Tourville, lors du bataille de la Hougue au cours duquel il est grièvement blessé. Son vaisseau La Perle, est criblé de coups de canons, et abordé par un brûlot dont il se défait à grand-peine. Toutefois, contrairement à bien d'autres officiers français il parvient à rallier Saint-Malo. Rétabli, il reçoit l'ordre d'aller croiser en Manche avec deux autres capitaines. Il attaque, en leur compagnie, une flotte marchande hollandaise, escortée par deux vaisseaux de guerre, aborde le plus imposant et le prend, tandis que ses deux compagnons se rendent maîtres de l'autre. Il prend encore trois des bâtiments marchands avant la fin de l'année 1692.

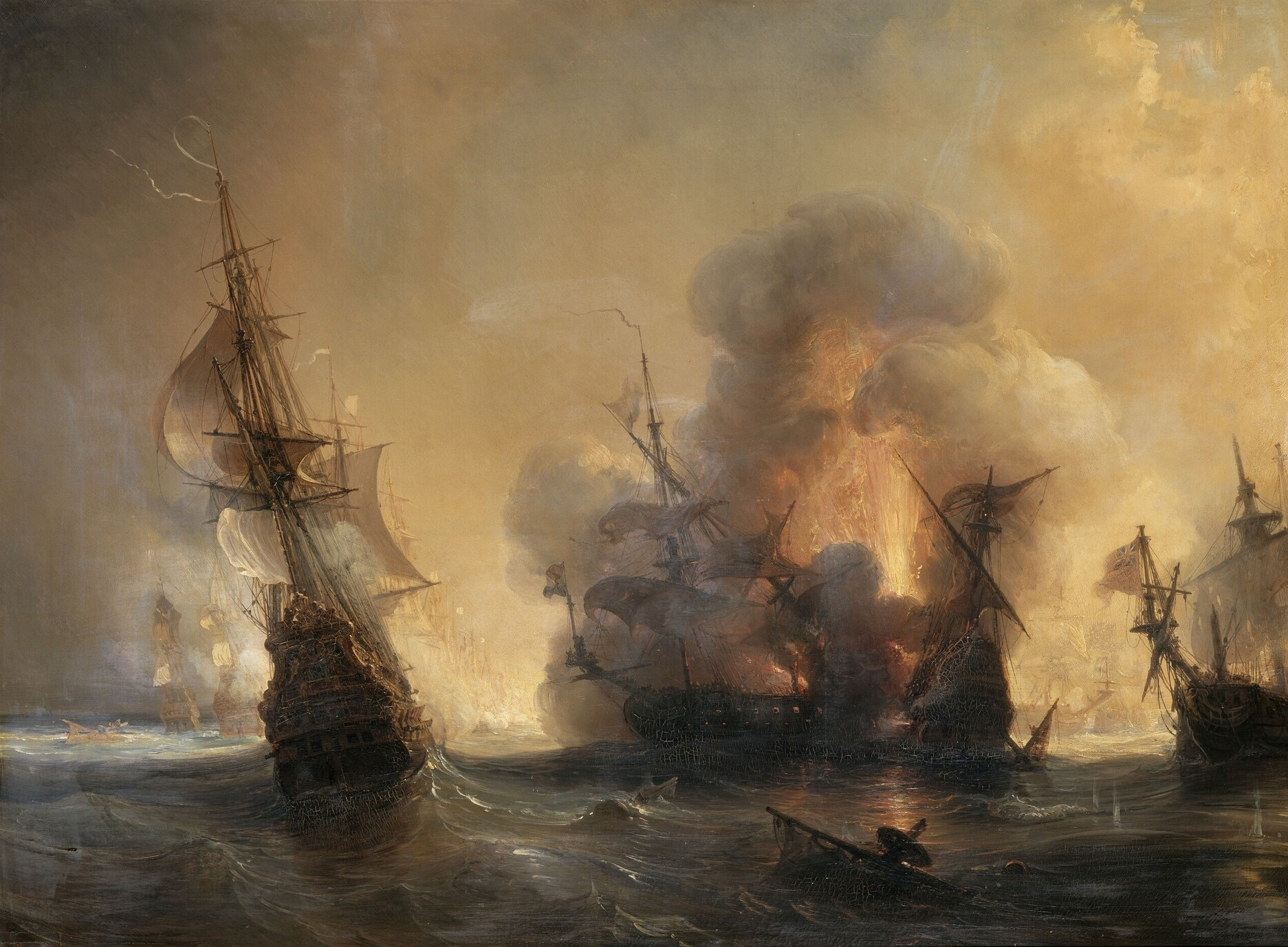
Bataille de Lagos.
Huile sur toile de Théodore Gudin.

En 1693, il est au combat de Lagos, au cours duquel Tourville disperse et capture un convoi en provenance de Smyrne et son escorte. Forbin, toujours sur La Perle, incendie trois des bâtiments marchands, et en prend un quatrième. Mais la blessure qu'il avait reçue au genou à La Hougue le force au repos. Le commandement de la marine à Bayonne lui est confié et il est chargé de s'opposer aux descentes perpétrées par l'ennemi du côté de Saint-Jean-de-Luz. En 1695, il commande le vaisseau Le Marquis, et est adjoint au capitaine Pallas pour donner la chasse aux Flessinguois et les empêcher de troubler le commerce de la France. Préalablement, les deux capitaines avaient reçu l'ordre de convoyer une flotte marchande en Méditerranée. Après avoir mouillé à Malte, ils attaquent, à la hauteur de l'île Cérigo, un vaisseau hollandais alors que six autres bâtiments ennemis se rapprochaient à son secours. Forbin risque néanmoins un abordage et le capture. Le vaisseau hollandais, de 68 canons et 260 hommes d'équipage, avait une cargaison d'une valeur de 560 000 piastres. Les deux capitaines français reviennent ensuite à Malte où les attendent vingt navires marchands qu'ils doivent escorter. Sur le chemin du retour ils capturent deux navires corsaires de Flessingue.
Revenu à Toulon, Forbin reçoit l'ordre d'armer deux vaisseaux en Méditerranée, pour protéger les navires de commerce, et donner la chasse aux corsaires ennemis. Il se rend devant Alger, pour forcer les Barbaresques à observer la paix. À hauteur de Majorque, il s'empare d'un bâtiment anglais qu'il envoie à Toulon. Après quelques pourparlers avec les Algériens, il met les voiles en direction de Céphalonie, d'où il revient bientôt pour aller croiser devant le phare de Messine. Alors qu'il était sur les côtes de Calabre, il force deux corsaires majorquins à s'échouer ; il fait sauter en outre un petit bâtiment napolitain armé en course.
Il convoie avec tant de succès une flotte marchande jusqu'à Marseille, que la chambre de commerce de cette ville lui offre 2 000 livres. En 1697, il suit le vice-amiral d'Estrées dans son expédition sur les côtes de Catalogne et il est au siège de Barcelone. En 1699, il est fait chevalier de Saint-Louis. L'année suivante, il fait partie d'une escadre chargée de protéger les navires de commerce français contre les corsaires barbaresques.

#### Guerre de Succession d'Espagne (1701-1714)
Quand la guerre est déclarée, Forbin est envoyé avec deux frégates, de seize et huit canons, intercepter les renforts envoyés d'Allemagne, à l'armée du prince Eugène en Italie. Ayant remarqué que la république de Venise manquait à ses obligations de neutralité, il profite du renfort deux petites frégates, de dix et huit canons, pour fouiller tous les bâtiments entrant dans la Cité des Doges. Il arrête quatre-vingts navires vénitiens qui se rendaient à Trieste, et les aurait brûlés s'il n'avait pas reçu un ordre contraire de l'ambassadeur de France. Forbin part alors bloquer le port de Trieste, pour empêcher un convoi d'en partir ; mais un nouvel avis de l'ambassadeur français l'oblige à quitter sa position, et des renforts parvinrent de Trieste à l'armée impériale, bien que la république de Venise se soit engagée à les arrêter elle-même. L'ambassadeur, sentant qu'il avait été abusé, ordonne aussitôt à Forbin de rentrer dans le golfe, et d'y faire tout le mal qu'il pourrait aux Vénitiens, et d'y brûler un vaisseau anglais de cinquante canons. Forbin s'exécute.
Après cette mission, il retourne devant Trieste, et réduit une partie de la ville en cendres. Il préparait le même sort à Tunis, quand le gouverneur de la ville lui offrit 40 000 livres ; mais le lendemain, avant qu'il n'ait reçu la somme promise, des secours puissants arrivent et forcent l'escadre française à partir. Rentré à Toulon, cette croisière victorieuse lui aurait valu un grade d'officier-général si sa conduite privée et son caractère difficile n'avaient pas nui à son avancement. Il reçoit seulement 500 livres de gratification et beaucoup de compliments.

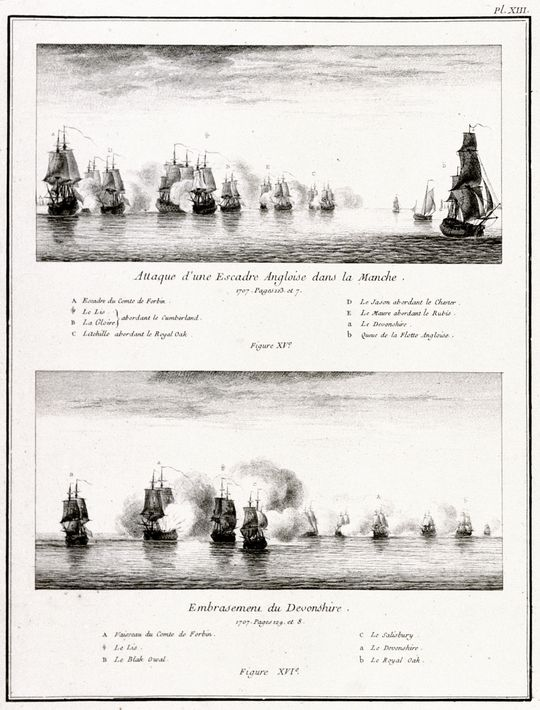
Attaque d'une Escadre Angloise dans la Manche. 1707, gravure par Nicolas Ozanne.

De 1703 à 1705, Forbin protège avec succès les flottes de navire de commerce français en Méditerranée. Fin 1705, il reçoit le commandement d'une escadre de Dunkerque, composée de huit vaisseaux. Il prend la mer au printemps 1706, et deux jours après, à la hauteur d'Ostende, il tombe sur une flotte anglaise de quarante bâtiments marchands escortés vaisseau de guerre et de deux frégates. Il met l'escorte en fuite et capture dix des navires les plus richement chargés qu'il envoie à Dunkerque. Ayant appris qu'une flotte de commerce anglaise allait partir pour la Russie, il croise au large des côte anglaises, contraignant la flotte à rester au port. La même année, il brûle cinquante navires de pêche, gagne les côtes de Norvège pour y épier le passage des flottilles hollandaises, évite une escadre de quinze vaisseaux ennemis qui étaient à sa recherche, fait le tour de l'Écosse et de l'Irlande, capture un navire hollandais avec une cargaison estimée à 120 000 écus et fait encore deux autres prises avant de rentrer victorieusement à Brest.
En 1707, il combat une flotte marchande anglaise escortée par trois vaisseaux de guerre, il aborde le vaisseau commandant de l'escorte et s'en rend maître, ainsi que de vingt-deux des navires marchands. À son retour il est élevé au grade de chef d'escadre — dont il remplissait déjà les fonctions—, et est fait comte. Il reprend la mer et fait route pour la mer Blanche. Dès les premiers jours, il incendie huit bâtiments ennemis. Il rencontre au large de l'île Kildine, près des côtes de la Laponie russe, une vingtaine de navires anglais qui allaient en Moscovie (Russie), les prit tous, mais ralenti, il brûle quinze navires, et n'en conserve que cinq. Peu après, à l'île Wardéhuns, près des côtes de la Laponie norvégienne, il capture vingt-cinq navires hollandais qui avaient été abandonnés par leur escorte. Le butin pris est immense et tous les équipages français s'enrichissent. Forbin revint de cette brillante campagne après avoir fait plusieurs autres captures encore, et pour déjouer les plans des ennemis qui l'attendaient, il se rend à Brest au lieu de se rendre à Dunkerque où il était attendu. La même année, il joint son escadre à celle de Duguay-Trouin, qui sert sous ses ordres dans cette occasion. C'est alors qu'ils firent ensemble une campagne au large du cap Lizard, restée célèbre. 

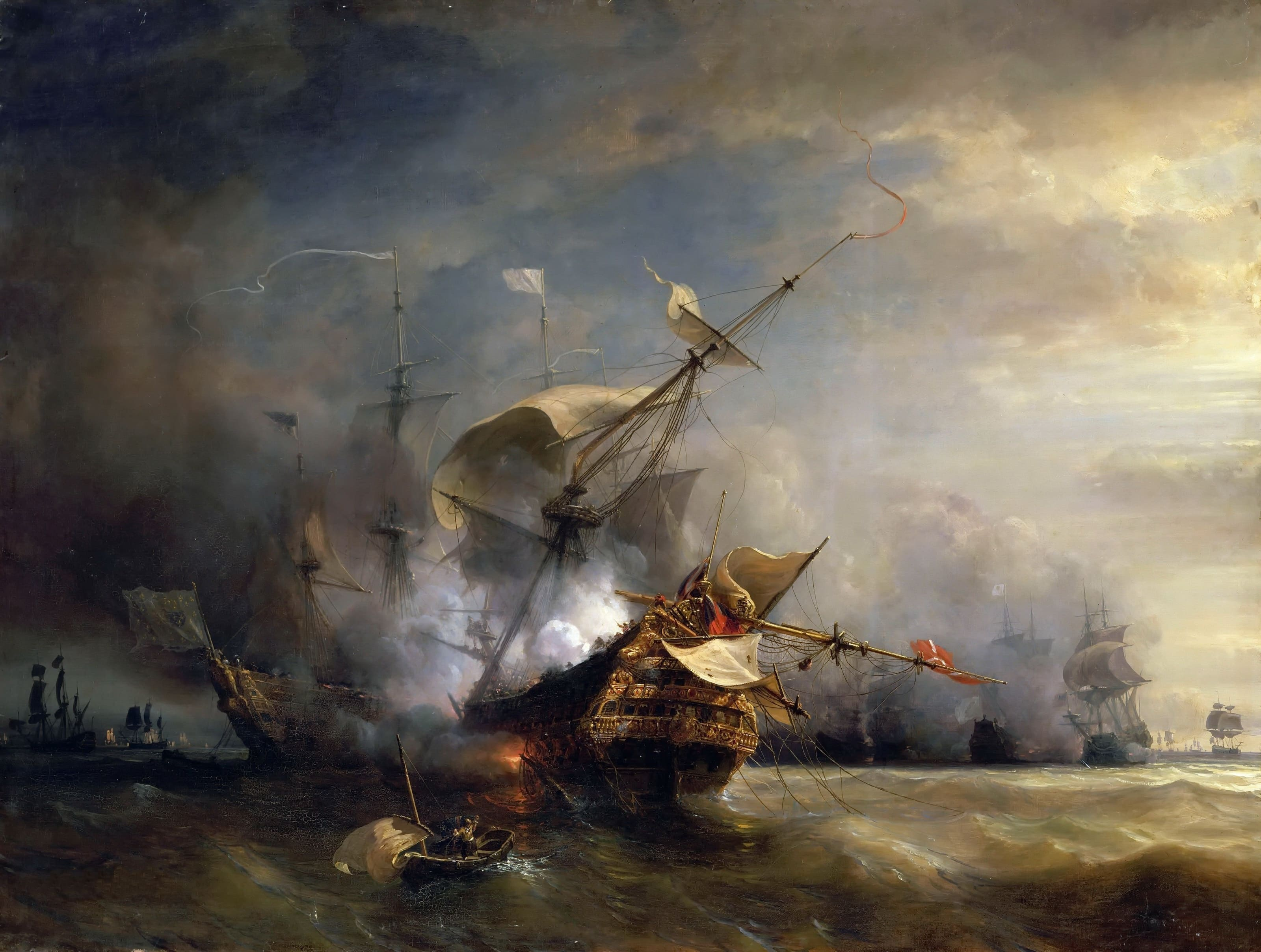
Bataille du cap Lizard.
Huile sur toile par Théodore Gudin.

En 1708, il est chargé de conduire en Écosse le chevalier de Saint-Georges, fils de Jacques II, avec un corps de troupes, sous les ordres du comte de Gacé, futur maréchal de Matignon. Pendant la traversée, Forbin évite les flottes anglaises et hollandaises ; mais lorsqu'il arrive au golfe d'Édimbourg et qu'il fait les signaux convenus, il est surpris de voir que les Écossais n'y répondaient pas. Jugeant que le coup était manqué, il remet les voiles et fait prudemment route vers le nord. L'armée ennemie le poursuit mais il parvient lui échapper et à reprendre pendant la nuit la route des côtes de France, il arrive heureusement à Dunkerque.
En 1710, mécontent qu'on ne l'élève pas au rang de lieutenant général des armées navales, n'ayant rien à espérer du secrétaire d'État de la Marine Pontchartrain avec qui ses relations étaient mauvaises, il allègue ses longues fatigues pour demander un congé absolu. Il l'obtint, et se retire, après quarante ans de service, au château de Saint-Marcel, à Marseille, où il meurt le 2 mars 1733, à l'âge de 77 ans.
Il s'occupe aussi de rassembler ses Mémoires, et d'en confier la rédaction à Simon Reboulet. Ses Mémoires sont publiés à Amsterdam en 1730. Le Voyage du comte de Forbin à Siam en est extrait.

« Je passe une vie douce et tranquille, uniquement occupé à servir Dieu et à cultiver des amis dont je préfère le commerce à tout ce que la fortune aurait pu me présenter de plus brillant. J'emploie une partie de mon revenu au soulagement des pauvres, et je tâche de remettre la paix dans les familles, soit en faisant cesser les anciennes inimitiés, soit en terminant les procès de ceux qui veulent s'en rapporter à mon jugement. »

## Jugement de ses contemporains et de ses biographes

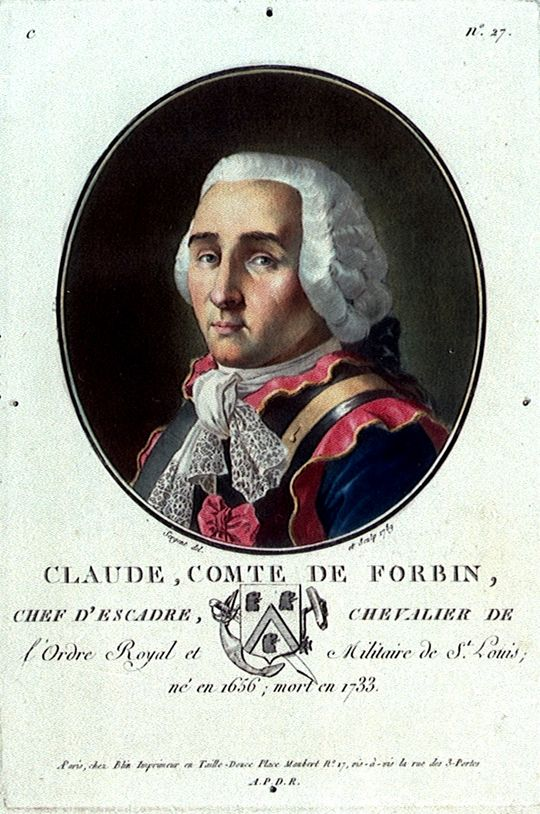
Claude de Forbin (1656-1733), gravure de 1789 tirée de Portraits des grands hommes, femmes illustres, et sujets mémorables de France.

Dans son Journal de voyage au Siam, l'abbé de Choisy — qui a accompagné Forbin à Siam — décrit Forbin :

« Je viens de jouer aux échecs contre le chevalier de Forbin. Il n'est pas bon joueur, puisque je lui donne une tour ; mais il est vif, une imagination de feu, cent desseins, enfin Provençal et Forbin. Il fera fortune ; ou s'il ne la fait pas, ce ne sera pas sa faute. Il est notre lieutenant, et sait tout le détail du vaisseau. Il a la clé de l'eau ; c'est une belle charge parmi nous. En un mot, c'est un fort joli garçon, qui a la mine de n'être pas longtemps lieutenant. »

On a dit de lui qu'il avait « la tête d'un général et la main d'un soldat, ».
Eugène Sue, l'historien de la marine du XIXe siècle, nous fournit une description de son physique et de ses principaux traits de caractère qui tend à confirmer celle de l'abbé Choisy, tout en soulignant son côté hautain et méprisant :

« Au physique, M. de Forbin réunissait toutes les qualités qui distinguent l'homme de guerre ; il avait un fort grand air ; il était vif, nerveux, alerte ; sa taille souple et dégagée était élégante, et il avait singulièrement réussi dans tous les exercices d'académie ; son teint brun, ses sourcils prononcés, son œil noir fixe et hardi, sa lèvre haute et dédaigneuse cadraient merveilleusement bien avec la raideur et l'imperturbable audace de son caractère, qui loin de se modérer était plus entier que jamais ; a cette impatience naturelle, poussée jusqu'à l'exaspération par la moindre contrariété, s'était joint un sentiment incurable d'envie et de jalouse rivalité contre tous les marins de son temps, en un mot, l'orgueil le plus insultant et le plus effréné pouvait passer pour de la modestie auprès du suprême mépris que M. de Forbin témoignait aux autres officiers du corps de la marine. »

Cette description est reprise par Paul de Joriaud dans Jean Bart et la guerre de course sous Louis XIV (2008): 

« Moqueur, impatient, colère, hautain, insupportable de morgue, il était avec cela d'une grande bravoure et fort bon marin. Sa suffisance était extrême, et il fallait tout l'éclat de ses services, en même temps qu'un esprit aimable et réel, pour lui faire pardonner les dédains qu'il affectait pour les plus grands hommes de son temps. »

À l'entendre :

« Tourville était timide, Coëtlogon fou, Châteaurenault stupide, Gabaret important, Langeron une caillette, Jean Bart un brutal, dont la grossièreté faisait tout le renom, et Duguay-Trouin un matelot insolent et ignare ; quant à lui, Forbin, il résumait l'essence de son merveilleux génie par ces mots : “Il n'y a que Turenne et Forbin qui aient eu carte blanche en France”, faisant allusion à l'assez grande latitude d'opérations qui lui fut donnée, mais dont il abusa étrangement […] lors de sa campagne de l'Adriatique,. »

## Hommages et postérité

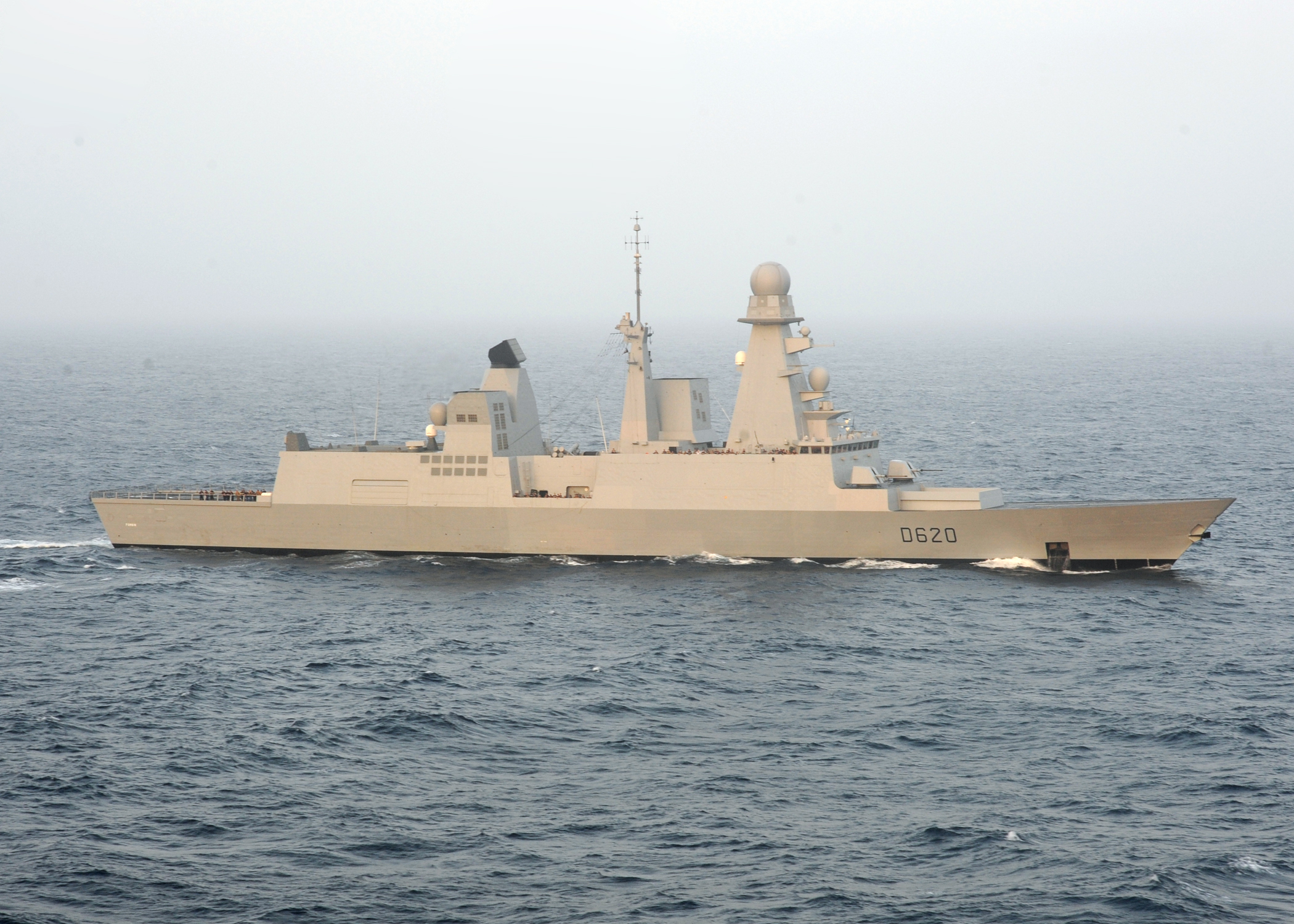
Le bâtiment portant actuellement le nom de Forbin.

Six navires de la Marine nationale ont porté le nom de Forbin. Le dernier en date est la frégate de classe Horizon, Forbin. Les autres bâtiments sont :
- Aviso de 1re classe à hélice dont la construction fut entamée à Brest en 1856. Mis en service en 1859. Il fut désarmé en juillet 1884. Il sert ensuite comme école pour les chauffeurs sous le nom de Fournaise.
- Croiseur de 2e classe lancé en 1888 et désarmé en novembre 1913. Il est ensuite reconverti en charbonnière.
- Patrouilleur auxiliaire, né de la reconversion en 1944 d'un cargo construit en 1922. Il fut réquisitionné et servit au Forces navales françaises libres. Il fait partie des digues artificielles, coulé volontairement à Arromanches le 9 juin 1944 lors du débarquement allié en Normandie.
- Torpilleur dont la construction est entamée en 1927, pour une mise à l'eau en 1928 et une mise en service le 12 décembre 1930. Il est retiré de l'active en novembre 1952.
- Escorteur d'escadre et mis en chantier en 1954 et mis à l'eau le 15 octobre 1955. Entré en service le 1er février 1958 et désarmé le 1er juin 1981.
- Un collège d'enseignement général, implanté sur les terres du château des Forbin, à Saint-Marcel, est nommé Collège Château-Forbin.
- Une rue de Malo-les-Bains porte son nom depuis le 19 janvier 1970[24].
- Marine marchande : à son neuvage en 2004, le porte-conteneurs de 1740 evp, désormais Marfret Durande, fut affrété par CMA CGM sous le nom de Forbin sur la ligne Chine-Afrique.

### Références

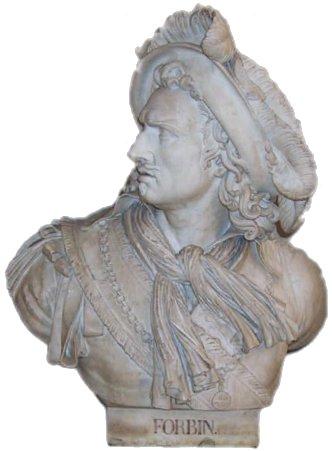
Buste de Claude de Forbin-Gardanne
par Louis Petitot